# Edmond Haan
Edmond Haan (* 25. Mai 1924 in Schorndorf; † 15. August 2018) war ein französischer Fußballspieler und Fußballtrainer, der einen wesentlichen Teil seiner Karriere beim Verein Racing Strasbourg verbrachte und viermal für die französische Nationalmannschaft auflief. Im Jahr 1961 beendete er seine Karriere als Profifußballer, während er noch bis 1972 als Trainer tätig war.

## Vereinskarriere
Der 171 Zentimeter große Stürmer Haan lebte als Jugendlicher in Straßburg, das während des Zweiten Weltkriegs als Teil des Elsass ans Deutsche Reich angeschlossen war, und begann das Fußballspielen bei einem lokalen Verein. Nach Kriegsende und der Rückkehr der Region ins Staatsgebiet Frankreichs spielte er für die Pierrots Strasbourg, bevor er 1947 im Alter von 23 Jahren vom Erstligisten Racing Strasbourg unter Vertrag genommen wurde. Der Spieler, der bevorzugt auf dem linken Flügel aufgeboten wurde, wurde von Beginn an regelmäßig eingesetzt und konnte am siebten Spieltag der Saison 1947/48 gegen den FC Toulouse seinen ersten Treffer in der obersten Spielklasse erzielen. In der nachfolgenden Spielzeit konnte er sich zunehmend in der ersten Elf festsetzen, erlebte aber gleichzeitig den Absturz seiner Mannschaft, die 1949 als Tabellensiebzehnter nur aufgrund des Zwangsabstiegs des regionalen Rivalen SR Colmar in der Liga blieb. Haan hatte persönlich hingegen den Gang in die Zweitklassigkeit anzutreten, da er an Olympique Nîmes verliehen wurde.
Im Trikot von Nîmes geriet Haan in den Fokus der landesweiten Öffentlichkeit, als er im Verlauf der Spielzeit 1949/50 insgesamt 27-mal das Tor traf, so zum Torschützenkönig der zweiten Liga wurde und seinem Verein zur Zweitligameisterschaft sowie dem damit verbundenen Aufstieg verhalf. Dies weckte das Interesse zahlreicher namhafter Klubs, doch Strasbourg hatte die Ablösesumme für ihn auf einen für damalige Verhältnisse extrem hohen Betrag von sechs Millionen französischen Franc gesetzt, was potenzielle Interessenten abschreckte. Zuvor hatte er kurz vor einer Einigung mit dem Stade Reims gestanden. So kehrte der Spieler gegen seinen Willen nach Strasbourg zurück, wo er zum unangefochtenen Leistungsträger und einem Führungsspieler der Mannschaft wurde. Als Torjäger blieb er gefährlich und erzielte zwischen 1950 und 1953 jeweils mehr als zehn Saisontore. Mit seinen Teamkameraden schaffte er den Einzug ins nationale Pokalendspiel 1951. Er stand auf dem Rasen, als sich seine Mannschaft dank eines 3:0-Siegs gegen die US Valenciennes die Trophäe sichern konnte. Der Linksaußen, der im Viertelfinale selbst zweimal getroffen hatte, bereitete dabei das von René Bihel erzielte 1:0 vor.
Im Anschluss an den Pokalsieg begann ein Jahr, in dem Haan nicht nur unter einer Verletzung zu leiden hatte, sondern am Saisonende 1951/52 darüber hinaus den Abstieg in die Zweitklassigkeit miterleben musste. Dennoch blieb er Strasbourg treu und erzielte im nachfolgenden Zweitligajahr 14 Tore, obwohl er rund die Hälfte der Spielzeit verletzungsbedingt verpasste. So leistete er seinen Beitrag zum direkten Wiederaufstieg 1953. Ab 1954 besetzte Haan, dem zuvor das Kapitänsamt übertragen worden war, eine Position im offensiven Mittelfeld, wo er gemeinsam mit dem neu verpflichteten Österreicher Ernst Stojaspal ein spielgestaltendes Duo bildete. Damit begann eine erfolgreiche Phase und 1955 erschienen sowohl Meisterschaft als auch Pokalsieg möglich, doch Haan verletzte sich in dieser Zeit und letztlich blieb es bei Platz vier und einem Scheitern im Pokalhalbfinale. 1957 kam es zum Abstieg, der 1958 vom direkten Wiederaufstieg gefolgt wurde. Der frühere Stürmer Haan wurde in vielen Spielen in die Abwehrreihe eingegliedert, um zu deren Stabilisierung beitragen. Am 27. Januar 1960 wurde er bei einer Begegnung gegen den FC Limoges aufgrund einer Diskussion mit dem Unparteiischen des Feldes verwiesen und trug so eine Mitschuld an der 0:8-Niederlage seiner Mannschaft. Am Saisonende folgte der erneute Abstieg. Zunächst plante er angesichts dessen die Beendigung seiner Laufbahn, doch dann entschied er sich für deren Fortsetzung und war 1961 am Wiederaufstieg der Elsässer beteiligt. Zu diesem Zeitpunkt beendete er im Jahr seines 37. Geburtstags nach 255 Erstligapartien mit 56 Toren sowie 87 Zweitligapartien mit 47 Toren seine Profilaufbahn.

## Nationalmannschaft
Haan war 27 Jahre alt, als er am 12. Mai 1951 bei einem 2:2-Unentschieden gegen Nordirland zu seinem Debüt für die französische Nationalelf kam. Dem Freundschaftsspiel folgten zwei weitere Partien und dann eine mehr als zweijährige Pause, ehe er am 11. November 1953 bei einer 2:4-Niederlage gegen die Schweiz ein letztes Mal das Trikot seines Landes trug. Alle vier Länderspiele, die er bestreiten konnte, waren Freundschaftsspiele und er blieb in deren Verlauf ohne Torerfolg.

## Trainerkarriere
Während er noch als Spieler für den RC Strasbourg zu Zweitligaspielen antrat, übernahm er zur Saison 1960/61 die Verantwortung als Trainer der zweiten Mannschaft des Vereins. 1961 gab er das Amt wieder auf. Mit dem FC Kronenburg war es 1965 ein Klub aus dem Straßburger Vorort Cronenbourg, der ihn als neuen Trainer vorstellte. Er führte den Amateurklub 1969 in die Drittklassigkeit, ehe 1971 der Wiederabstieg folgte. 1972 endete seine Trainerlaufbahn.